# Chồi bên

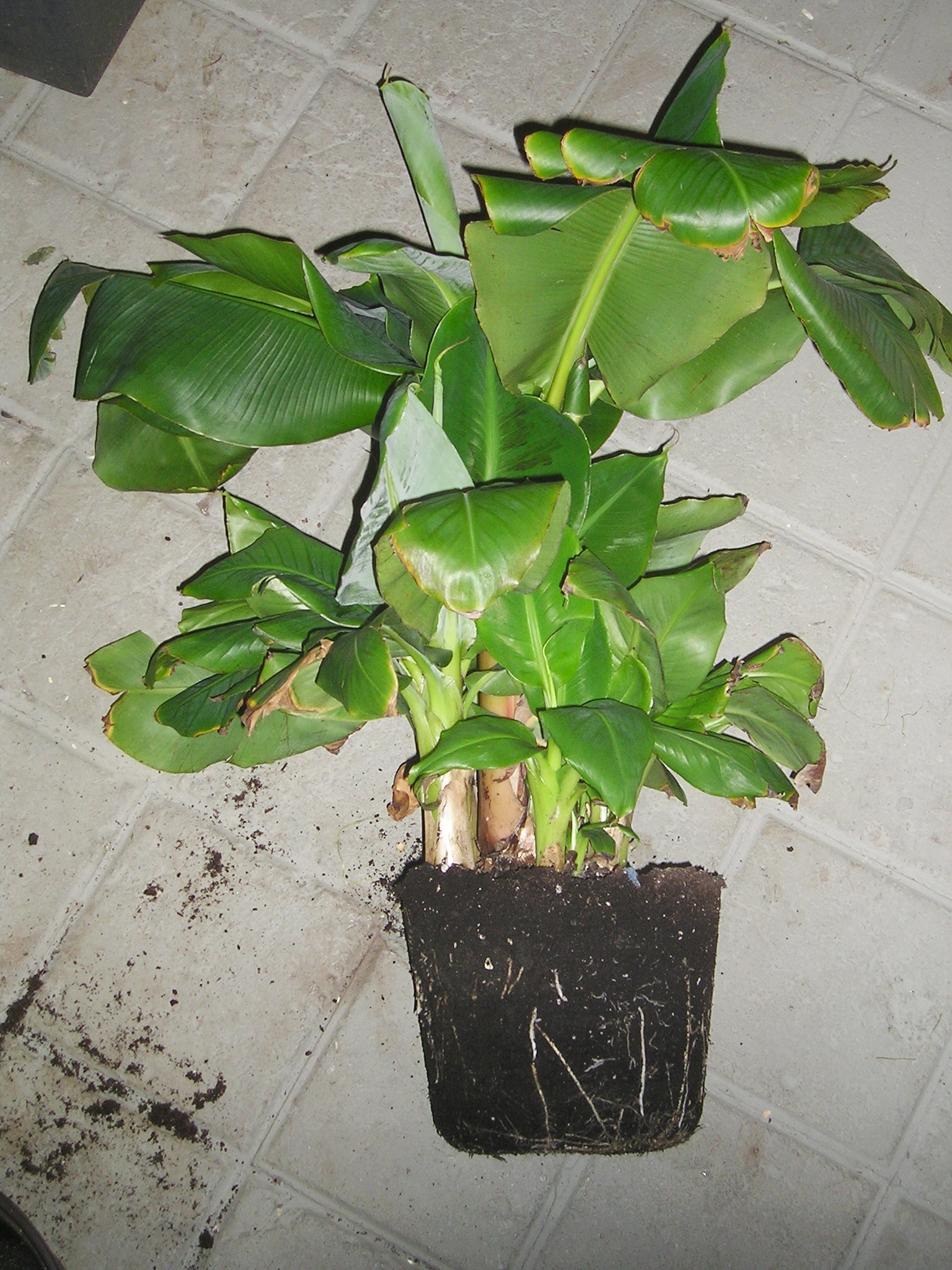
Chồi bên ở cây chuối

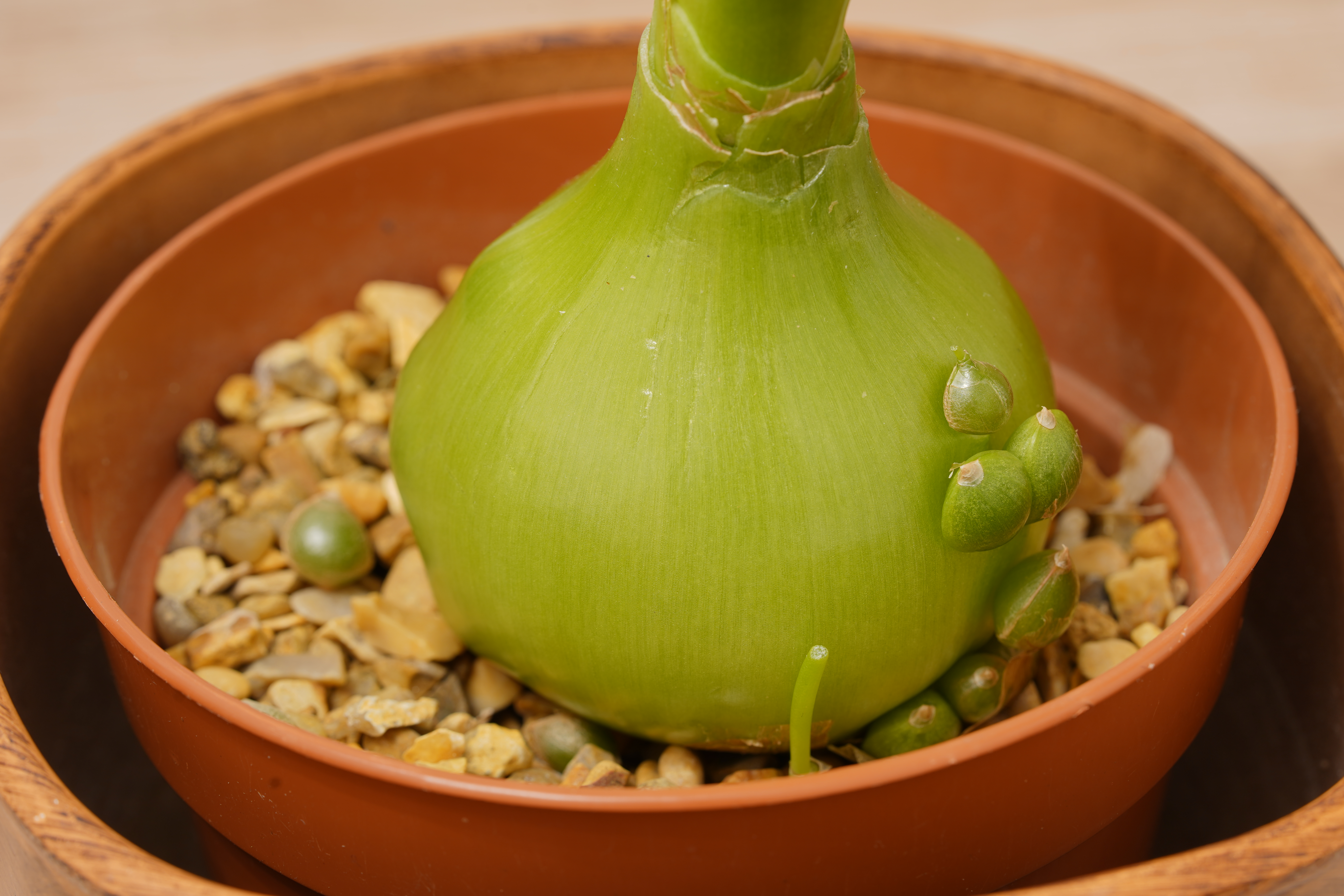
Hành con (một loại chồi bên) ở loài Albuca bracteata

Trong thực vật học và trồng trọt, một chồi bên (tiếng Anh: offset hoặc còn gọi là pup ở Mỹ) là một cây con nhỏ, gần như hoàn chỉnh, được sản xuất tự nhiên và vô tính trên cây mẹ. Chúng là dòng vô tính, có nghĩa là chúng giống hệt nhau về mặt di truyền với cây mẹ. Cơ sở hình thành chồi bên là do nguyên phân. Trong vườn ươm, chúng được tách khỏi cây mẹ và trồng để sản xuất cây mới. Đây là một quy trình rẻ tiền và đơn giản để nhân giống thực vật vì nó thường không yêu cầu vật liệu và thiết bị chuyên dụng.
Thuật ngữ "chồi bên" cũng có thể được sử dụng với nghĩa rộng để chỉ bất kỳ chồi mới nào bắt nguồn từ gốc của một chồi khác. Thuật ngữ "chồi non" (sucker) cũng được sử dụng với nghĩa tương tự, đặc biệt là đối với các loài cây họ Dứa Bromeliaceae (thuộc loại cây ngắn ngày). Khi cây mẹ đã ra hoa, "chồi non" báo hiệu cho các nút rễ hình thành cây mới.

## Mô tả
Chồi bên hình thành khi các vùng mô phân sinh của thực vật, chẳng hạn như chồi nách hoặc cấu trúc tương tự rồi phân hóa thành một cây mới với khả năng tự duy trì. Điều này đặc biệt phổ biến ở loài phát triển các cơ quan lưu trữ dưới lòng đất, chẳng hạn như thân hành, giả thân hành và củ. Hoa tulip và hoa loa kèn là những ví dụ của thực vật tạo ra chồi bên bằng cách hình thành các thân cây mới xung quanh thân mẹ ban đầu. Ở Anh, thuật ngữ 'bulbils' (hành con) được sử dụng cho hoa loa kèn. Hành con có thể mất tới 3 năm để tích trữ đủ năng lượng để tạo ra thân hoa. Các loai có củ lớn hơn (như Cardiocrinum giganteum) có thể mất 5 đến 7 năm trước khi ra hoa.

## Ứng dụng
Chồi bên là một phương tiện nhân giống cây trồng. Khi cần tạo ra bản sao giống hệt của cây mẹ, các kỹ thuật sinh sản vô tính khác nhau được sử dụng, chủ yếu là sinh sản sinh dưỡng mà chồi bên là một ví dụ.
Ngược lại, khi nhân giống cây trồng để tạo ra giống mới, sinh sản hữu tính thông qua thụ phấn được sử dụng để tạo ra hạt. Sự tái tổ hợp của các gen tạo ra cây con có bộ gen có khác biệt di truyền, là cơ sở cho chọn giống mới và tiến hóa.